# Męczyce
Męczyce (ukr. Менчичі) – wieś na Ukrainie w rejonie włodzimierskim obwodu wołyńskiego.
Do 2020 w rejonie iwanickim.